# Victor Serebriakoff
 (juillet 2021).
Victor Serebriakoff, né le 17 octobre 1912, mort le 1er janvier 2000 est un écrivain, surtout connu pour être le premier secrétaire de Mensa,.

## Biographie
Victor Serebriakoff est un fils d'émigrés russes. Sa famille est arrivée en Angleterre au cours des années 1890.
Il était un militaire conscrit pendant la Seconde Guerre mondiale et c'est de là qu'il a découvert qu'il était intellectuellement doué grâce au tests d'intelligences de l'armée britannique. Ainsi, il a également été introduit au concept du quotient intellectuel.
Également, après avoir quitté l'armée, il a travaillé dans le commerce et l'industrie de bois et est devenu connu principalement pour avoir conçu de nouvelles technologies pour ce milieu.

### Serebriakoff et Mensa
Victor Serebriakoff a rejoint Mensa en 1949 (ou en 1950), grâce notamment à sa femme Mary. À cette époque, Mensa était un petit groupe, car l'association a été fondée à Oxford qu'en 1946. Ainsi, elle ne comportait qu'un nombre réduit de membres. Trouvant dommage que Mensa n'était qu'un petit groupe comportant peu de membres, Serebriakoff fit la démarche de mettre en place des publicités. Après cela, Il fut surpris de voir énormément d'individus rejoindre l'association. Et de là, l'association continua sa croissance et pu avoir quelques salariés non bénévoles. Aujourd'hui, Mensa compte environ 133 000 membres à travers le monde, de l'Afrique du Sud, de l'Ukraine à la Nouvelle-Zélande,.

### Mort
Victor Serebriakoff est mort le 1er janvier 2000 des suites d'un cancer de la prostate développé dans les années 1990.